# 葵橋 (さユりの曲)
「葵橋」（あおいばし）は、さユりの楽曲。作詞・作曲をさユりが、編曲を宮田“レフティ”リョウが行った。

## 概要
TVアニメ『イエスタデイをうたって』のために書き下ろされた楽曲で、第二弾主題歌として使用された。タイトルは大正時代に新宿近辺に存在した「葵橋駅」から付けられたもの。
さユりは当楽曲について、原作漫画を読み「愛とはなんぞや？」をキーワードに作ったという。「普段はささやかすぎて通り過ぎてしまう日常の何気なさを、どのように丁寧に言葉で表現できるだろうか」という思いで作り「目の前にある景色と、目には見えない過去や記憶その両方が混ざり合って出来ている日常の手触りを楽しんでもらえたら嬉しい」とコメントしている。
2020年5月22日よりデジタルリリースされ、2ndアルバム『酸欠少女』にも収録されている。